# Episodi di Metalocalypse (seconda stagione)
La seconda stagione della serie animata Metalocalypse, composta da 19 episodi, è stata trasmessa negli Stati Uniti, da Adult Swim, dal 23 settembre 2007 al 7 settembre 2008.
| nº | Titolo originale     | Prima TV USA      |
| -- | -------------------- | ----------------- |
| 1  | Dethecution          | 23 settembre 2007 |
| 2  | Dethlessons          | 30 settembre 2007 |
| 3  | Dethvengeance        | 7 ottobre 2007    |
| 4  | Dethdoubles          | 4 novembre 2007   |
| 5  | Dethfashion          | 11 novembre 2007  |
| 6  | Cleanzo              | 18 novembre 2007  |
| 7  | Dethwedding          | 1º aprile 2008    |
| 8  | P.R. Pickles         | 25 maggio 2008    |
| 9  | Dethcarraldo         | 1º giugno 2008    |
| 10 | Dethgov              | 8 giugno 2008     |
| 11 | Dethrace             | 15 giugno 2008    |
| 12 | The Revengencers     | 22 giugno 2008    |
| 13 | Klokblocked          | 29 giugno 2008    |
| 14 | Dethsources          | 6 luglio 2008     |
| 15 | Dethdad              | 13 luglio 2008    |
| 16 | Snakes n' Barrels II | 24 agosto 2008    |
| 17 | Snakes n' Barrels II | 24 agosto 2008    |
| 18 | Dethrecord           | 31 agosto 2008    |
| 19 | Dethrelease          | 7 settembre 2008  |